# Palazzo Comunale (San Miniato)

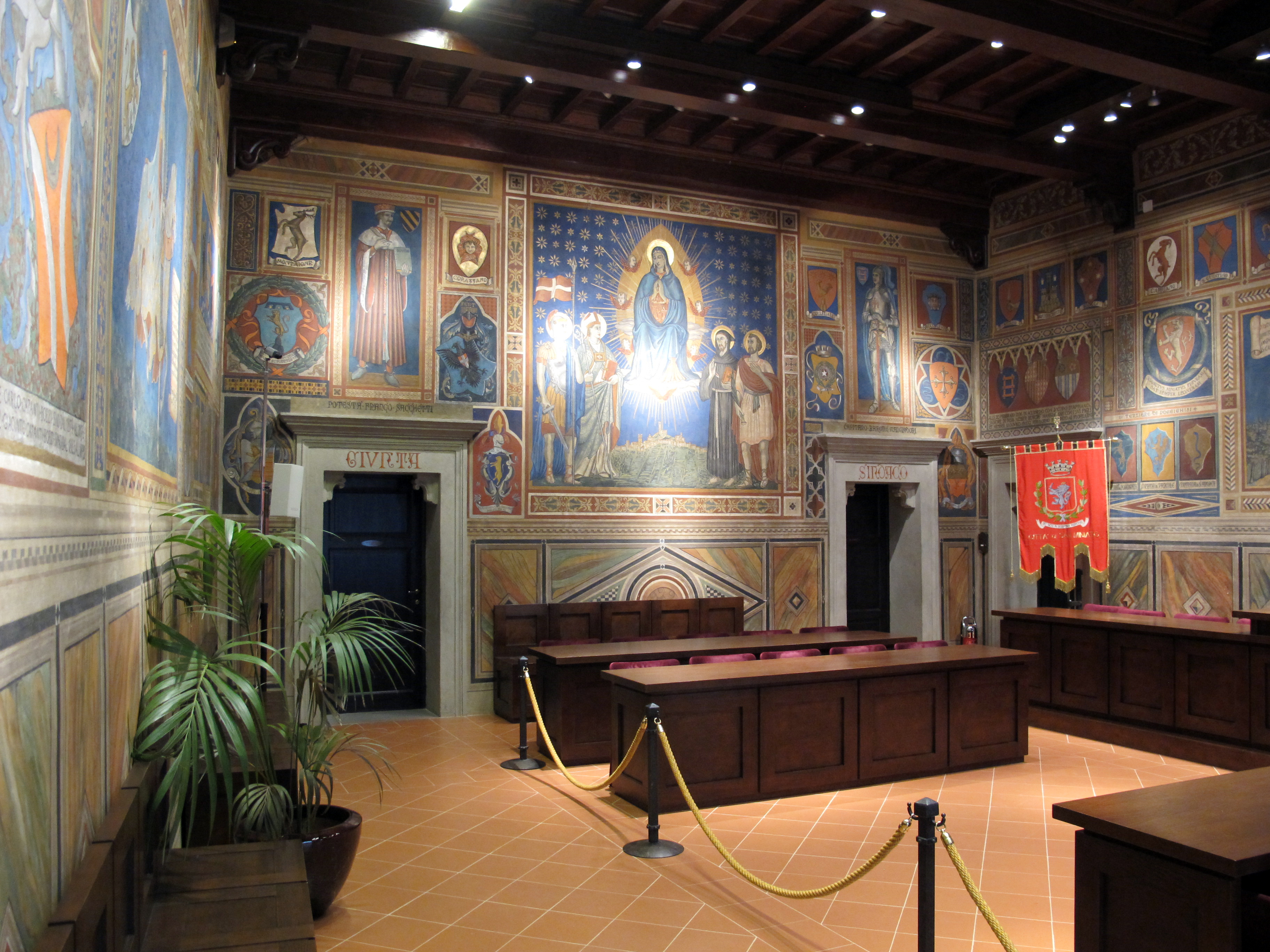
Sala della Giunta

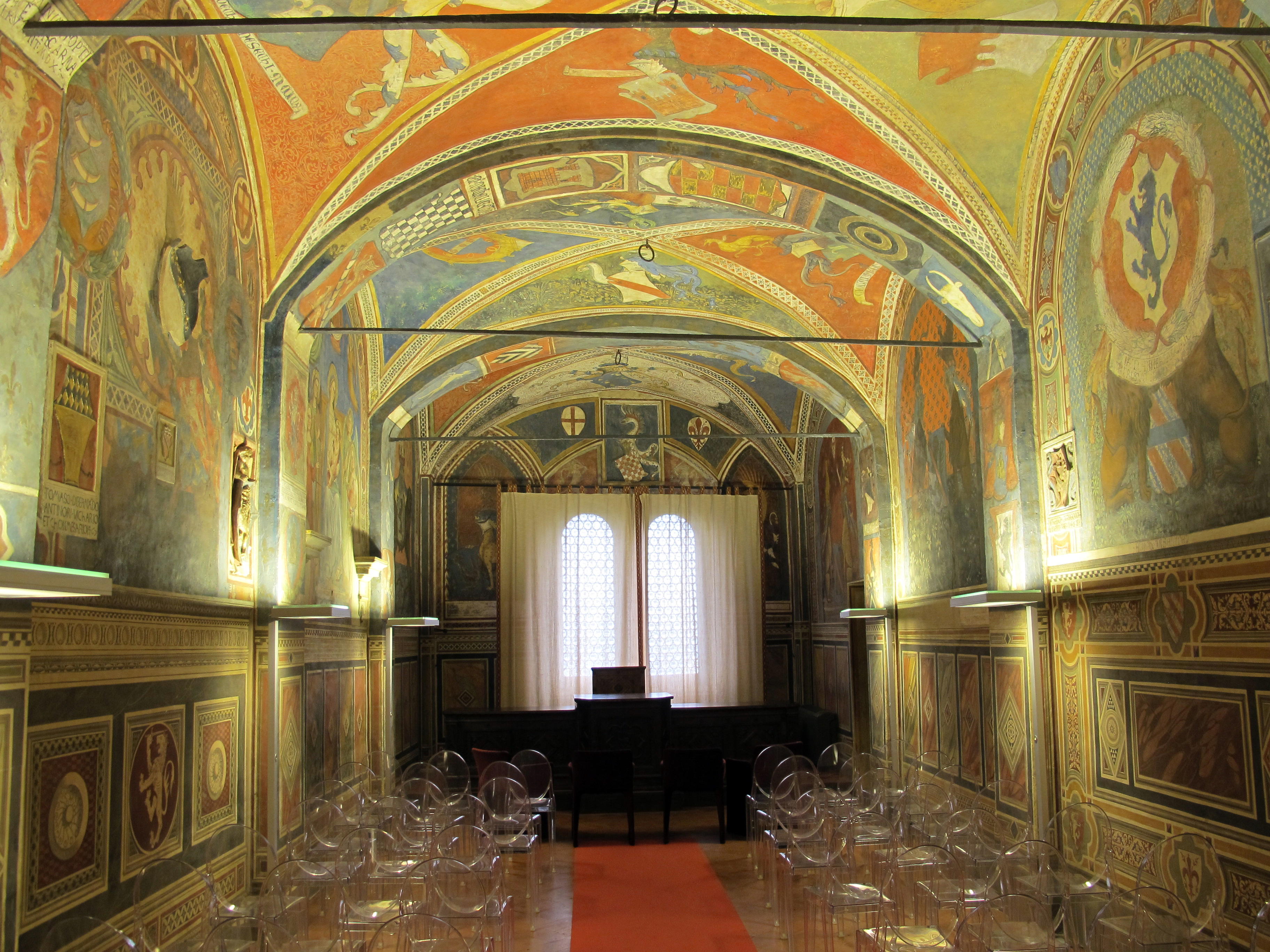
Sala delle Sette Virtù

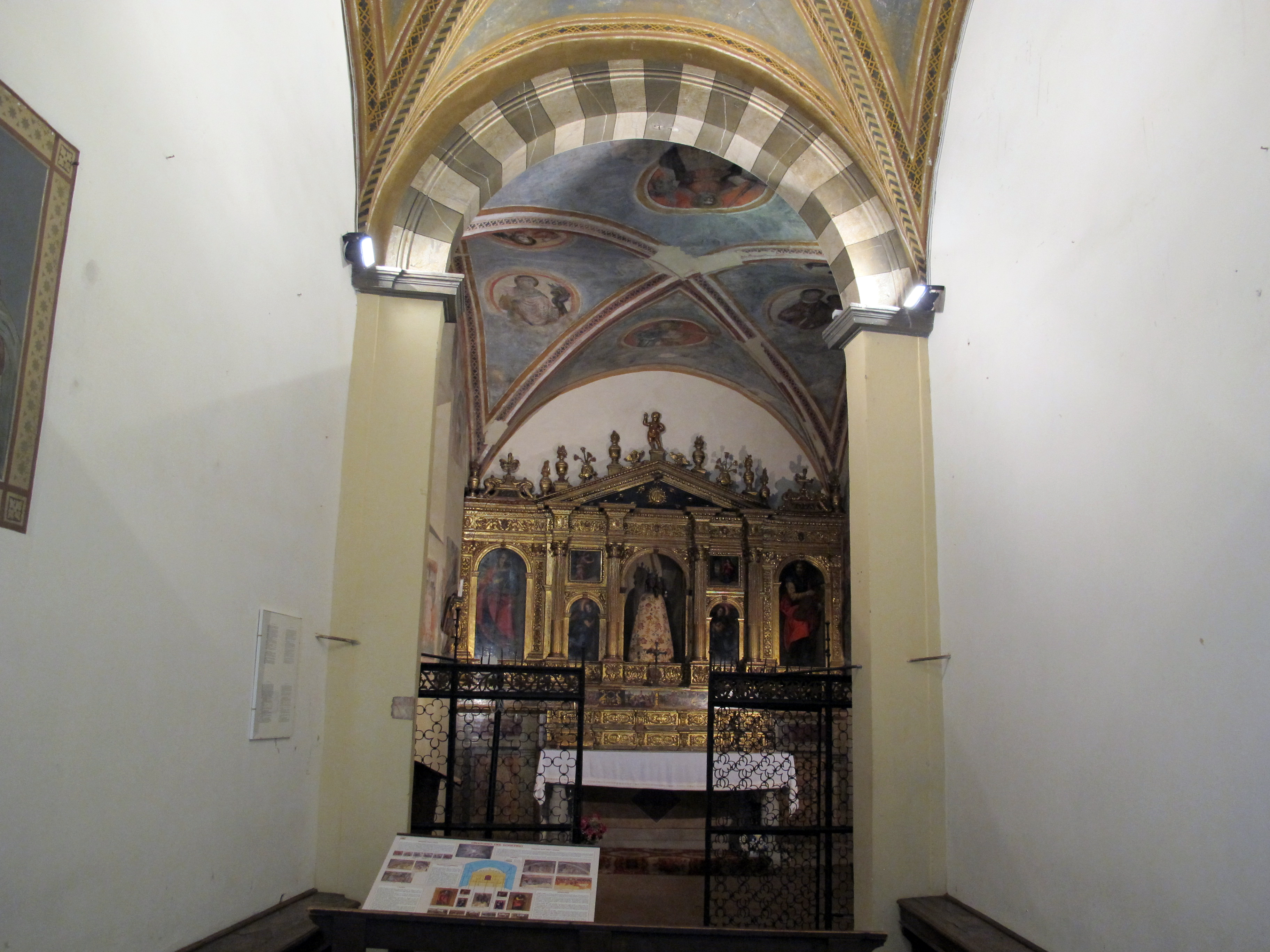
Oratorio del Loretino

Il Palazzo Comunale di San Miniato si trova in via Vittime del Duomo 8.

## Storia e descrizione

### Esterno
Di origine trecentesca, presenta un fronte moderno, con partiture dipinte. Vi sono inseriti un busto di Augusto Conti e due lapidi legate alla memoria della strage del Duomo di San Miniato: una risale a poco dopo gli eventi e fondamentalmente incolpa i tedeschi; una è frutto delle più recenti analisi storiche e chiarisce la responsabilità statunitense. 
Recitano:
| QUESTA LAPIDE RICORDA NEI SECOLI IL GELIDO ECCIDIO PERPETRATO DAI TEDESCHI IL 22 LUGLIO 1944 DI SESSANTA VITTIME, INERMI, VECCHI, INNOCENTI PERFIDAMENTE SOLLECITATI A RIPARARE NELLA CATTEDRALE PER RENDERE PIÙ RAPIDO E PIÙ SUPERBO IL MISFATTO. NON NECESSITà DI GUERRA MA PURA FEROCIA [parola rimossa] PROPRIA DI UN ESERCITO IMPOTENTE ALLA VITTORIA PERCHÉ NEMICO DI OGNI LIBERTÀ, SPINSE GLI ASSASSINI A LANCIARE MICIDIALE GRANATA NEL TEMPIO MAGGIORE. ITALIANI CHE LEGGETE PERDONATE MA NON DIMENTICATE! [tre righe cancellate] RICORDATE SOLO CHE NELLA PACE E NEL LAVORO È L'ETERNA CIVILTÀ IL COMUNE NEL X° ANNIVERSARIO |

| SONO PASSATI PIÙ DI 60 ANNI DALLO SPAVENTOSO ECCIDIO DEL 22 LUGLIO 1944 ATTRIBUITO AI TEDESCHI LA RICERCA STORICA HA ACCERTATO INVECE CHE LA RESPONSABILITÀ DI QUELL'ECCIDIO È DELLE FORZE ALLEATE. LA VERITÀ DEVE ESSERE RISPETTATA E DICHIARATA SEMPRE. È ANCHE VERITÀ CHE I TEDESCHI RESPONSABILI DELLA GUERRA E DELLE IGNOBILI E INIQUE RAPPRESAGLIE CON LA COMPLICITÀ DEI REPUBBLICHINI, PROPRIO IN QUESTA TERRA AVEVANO SEMINATO DISTRUZIONI, TRAGEDIE E MORTE. È LA GUERRA. PROPRIO PER QUESTO LA COSTITUZIONE ITALIANA PROCLAMA ALL'ART. 11 L'ITALIA RIPUDIA LA GUERRA IL COMUNE NEL LXIV° ANNIVERSARIO |

### Interno
All'interno spicca la Sala del consiglio, dove Cenni di Francesco affrescò una Madonna col Bambino tra le Virtù cardinali e teologali. Tra le iscrizioni e gli stemmi spicca quello di Franco Sacchetti che, come ricordò nel suo Trecentonovelle, fu podestà di San Miniato. 
Sotto la sala del consiglio, al pian terreno, si trova l'oratorio del Lorentino.